# Ellen Mills Scarbrough
Ellen Mills Scarbrough, född 1900, död 1983, var en liberiansk politiker.  
Hon blev 1960 den första kvinnliga parlamentsledamoten i Liberia. 
Hon var ordförande i National Federation of Liberian Women. 